# Pohlia cruda
Pohlia cruda (deutsch Hellgrünes Pohlmoos) ist eine Laubmoos-Art aus der Familie Mniaceae. Ein Synonym ist Webera cruda (Hedw.) Schimp.

## Merkmale
Pohlia cruda bildet lockere bis mäßig dichte, bis 4 Zentimeter hohe, hellgrüne bis bläulichgrüne und trocken auffallend metallisch glänzende Rasen. Die aufrechten Stämmchen sind rötlich. Die Blätter sind im unteren Stämmchenabschnitt klein, eilanzettlich und entfernt gestellt, an der Stämmchenspitze größer und länger, schmal lanzettlich und schopfartig angeordnet. Die Blattränder sind ganzrandig bis an der Spitze entfernt gezähnt, die unten rote Blattrippe endet vor der Blattspitze. Die Blätter sind schwer benetzbar.
Die Laminazellen sind linealisch, leicht wurmförmig, 8 bis 14 Mikrometer breit und bis 200 Mikrometer lang. Sie sind fast im gesamten Blattbereich ziemlich gleichförmig, nur am Rand etwas schmäler und am Blattgrund rechteckig und rötlich.
Die Art kann entweder diözisch sein oder parözisch (Gametangien getrennt am gleichen Stämmchen) bzw. synözisch (zwittrig). Die um 3 Zentimeter lange Seta ist rötlich, geschlängelt und oben schwanenhalsartig gebogen, die Sporenkapsel geneigt, horizontal, selten hängend, gelbbraun und verlängert eiförmig. Der Kapselhals ist halb so lang wie die Urne. Der Kapseldeckel ist flach gewölbt oder halbkugelig und meist mit einer Warze versehen. Das äußere Peristom ist bleichgelb und papillös, das innere fast hyalin. Sporen sind 18 bis 25 Mikrometer groß und fein papillös.

## Standortansprüche und Verbreitung
Das Moos besiedelt kalkarme, aber leicht basenhaltige, mäßig frische bis feuchte, meist halbschattige, offenerdige Stellen, besonders in Hohlwegen, an Böschungen oder in erdigen Felsspalten. Im Hochgebirge ist es auch in alpinen Rasen zu finden.
In Europa ist es besonders im Bergland in höheren Lagen verbreitet. Aus den Zentralalpen werden Fundorte bis in eine Höhe von 3500 Metern angegeben. Im Flachland ist es selten oder es fehlt ganz. Weltweit ist es zirkumpolar auf der Nord- und Südhalbkugel verbreitet.